# آرآر مدیا
آرآر مدیا (انگلیسی: RR Media) شرکت رسانه‌ای اسرائیلی است، که در سال ۱۹۸۱ تأسیس شد.